# Cecilia Ehrling

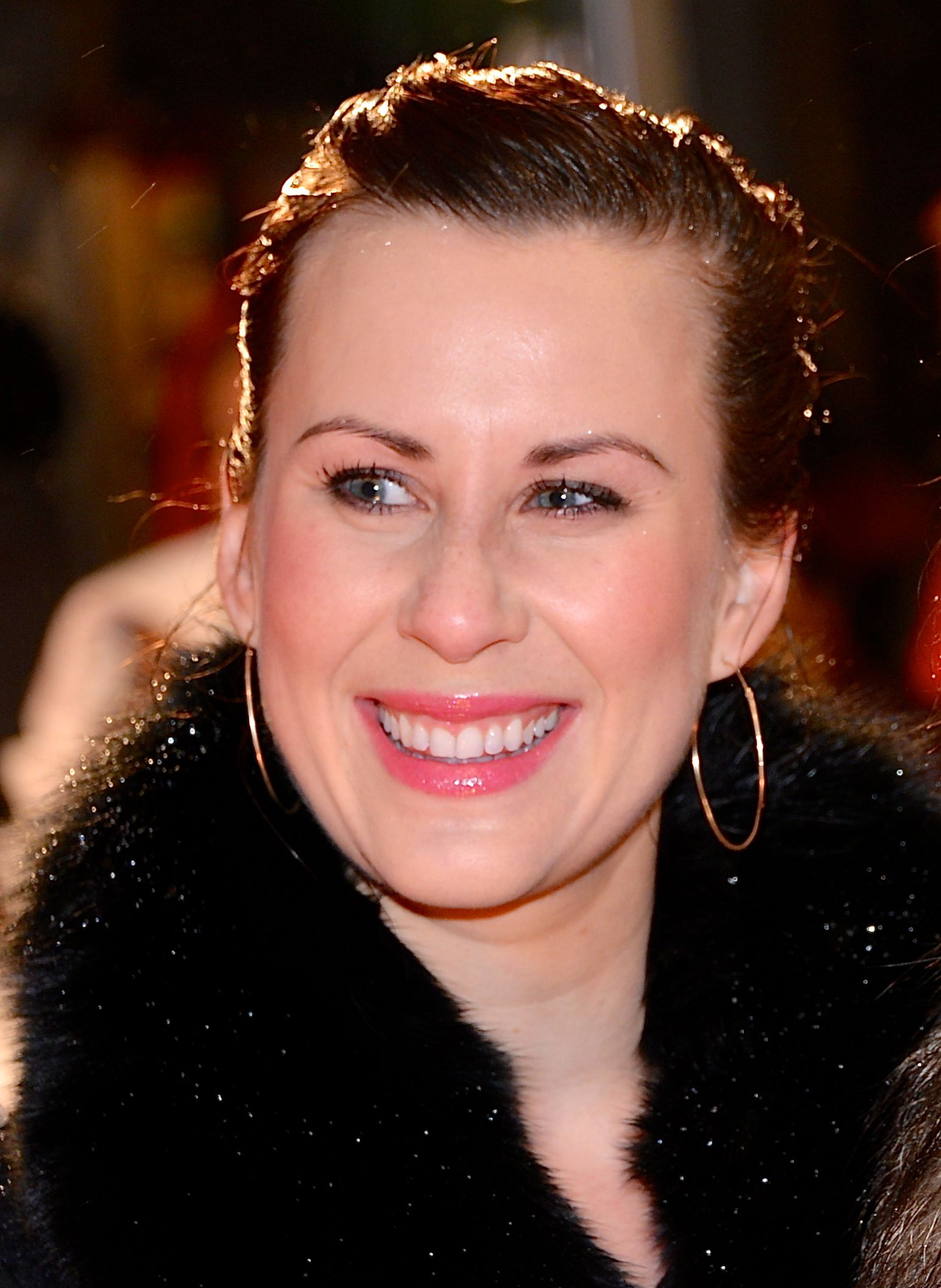
Cecilia Ehrling (2012)

Cecilia „Cissy“ Ehrling (* 22. Mai 1984 in Gävle) ist eine schwedische Profitänzerin. Einem breiten Publikum wurde sie als Siegerin der zweiten Staffel der schwedischen Ausgabe von Strictly Come Dancing bekannt.

## Laufbahn
Cecilia Ehrling tanzt seit ihrem fünften Lebensjahr, als ihre Eltern sie in der Tanzschule in Gävle eingeschrieben hatten. Im Alter von 16 Jahren zog sie nach Stockholm, um eine professionelle Tanzkarriere aufzubauen. Neben ihrer regulären Ausbildung am Gymnasium besuchte sie in Stockholm weiterhin Tanzunterricht und absolvierte zudem eine Ballett-Ausbildung an der schwedischen Tanzakademie.

## Erfolge
Ehrling nimmt seit einigen Jahren regelmäßig an den schwedischen Meisterschaften, den Europameisterschaften und den Weltmeisterschaften im Tanzen teil, wobei sie bei den schwedischen Meisterschaften bereits einmal eine Bronzemedaille holte und in den Europa- und Weltmeisterschaften jeweils die Finalrunden erreichte.

## Fernsehwettbewerbe
Mit Martin Lidberg nahm Cecilia Ehrling im Frühjahr 2007 an der zweiten Staffel der schwedischen Version von Let’s Dance teil. In der Finalrunde erhielt das Paar für seine Tango-Darbietung die höchstmögliche Jury-Wertung von 40 Punkten und konnte sich auch bei den Zuschauern mit der Mehrheit der Stimmen gegen Fernsehmoderator Tobbe Blom und Annika Sjöö durchsetzen. Mit dem Sieg erhielt das Paar automatisch die Chance, Schweden am 1. September 2007 bei der ersten Ausgabe des Eurovision Dance Contest zu vertreten. Das Paar stellte einen Paso Doble sowie den Tanz Disco Fusion vor, konnte damit aber nicht die europäischen Zuschauer überzeugen: Ehrling und Lidberg erhielten 23 Punkte und kamen damit auf den 14. Platz unter 16 Teilnehmern.